# Старые Ярыловичи
Старые Ярыловичи (укр. Старі Яриловичі) — село в Черниговском районе Черниговской области Украины. Население 131 человек. Занимает площадь 1,08 км².
С конца февраля по начало апреля 2022 года село было оккупировано российскими войсками в ходе вторжения России на Украину.
Код КОАТУУ: 7424486410. Почтовый индекс: 15013. Телефонный код: +380 4641.

## Власть
Орган местного самоуправления — Добрянская поселковая община. Почтовый адрес: 15011, Черниговская обл., Черниговский р-н, пгт Добрянка, ул. Центральная, 8.